# Dominik Buszta
Franciszek Buszta (w zakonie: o. Dominik od Matki Bożej Bolesnej, ur. 31 maja 1919 w Brzózie Stadnickiej k. Łańcuta – zm. 6 marca 2005 w Sadowiu k. Ostrowa Wielkopolskiego) – kapłan ze zgromadzenia pasjonistów, moderator Ruchu Rodziny Matki Pięknej Miłości, wicepostulator procesu beatyfikacyjnego o. Bernarda Kryszkiewicza.
Był uczniem Szkoły Apostolskiej, prowadzonej przez zgromadzenie pasjonistów w Przasnyszu. W 1936 rozpoczął nowicjat w zgromadzeniu, po jego ukończeniu złożył 15 września 1937 pierwszą profesję zakonną. Przygotowania do kapłaństwa zostały przerwane wybuchem II wojny światowej. Kilka miesięcy spędził poza klasztorem, zaczął studiować teologię na Uniwersytecie Jana Kazimierza we Lwowie, następnie powrócił do wspólnoty Pasjonistów w Rawie Mazowieckiej. Jego wychowawcą był Sługa Boży o. Bernard Kryszkiewicz.
14 listopada 1943 przyjął święcenia kapłańskie z rąk abp. Antoniego Szlagowskiego.
W l. 1951–54, 1956–68 i 1975–90 był mistrzem nowicjatu pasjonistów. W latach 1954-55 pełnił funkcję dyrektora klerykatu. Od 1969 do 1972 był prowincjałem, a w latach 1958–61 i 1985–87 – konsultorem prowincjalnym. W latach 1968–69 oraz 1972-75 był przełożonym klasztoru w Rawie Mazowieckiej, w latach 1981–84 – w Sadowiu. W 1975 został wicepostulatorem w procesie beatyfikacyjnym o. Bernarda Kryszkiewicza. Posługiwał też jako spowiednik i ojciec duchowny w siedmiu zgromadzeniach żeńskich.
W 1986 został moderatorem Ruchu Rodziny Matki Pięknej Miłości, który wydaje jeden z największych w Polsce periodyków katolickich – Echo Ojca Bernarda, wychodzące (od 1989) dwa razy do roku, na Wielkanoc i Boże Narodzenie. Ruch skupia ok. 50 tys. osób i ciągle się rozrasta. O. Dominik Buszta był autorem książek (m.in.: Z najboleśniejszą Matką, Nowenna do Matki Pięknej Miłości, Modlitwy pasyjne, Modlitwa w życiu Sługi Bożego Ojca Bernarda Kryszkiewicza pasjonisty, Droga do kapłaństwa oraz kapłaństwo Ojca Bernarda Kryszkiewicza pasjonisty) oraz wielu artykułów o zgromadzeniu. W 2003 obchodził jubileusz 60-lecia święceń kapłańskich.